# Шепетис, Лионгинас Клеменсович
Лёнгинас Клеменсович Шепетис (лит. Lionginas Šepetys; 23 ноября 1927 — 8 декабря 2017) — советский хозяйственный, государственный и политический деятель, доктор философских наук, член-корреспондент АН ЛССР.

## Биография
Родился в 1927 году в деревне Казлишкяй. Учился в гимназии в г. Укмерге. В 1953 году окончил архитектурный факультет Каунасского политехнического института. Член КПСС с 1964 года. Член ЦК ЛКП с 1976 года.
С 1953 года — на хозяйственной, общественной и политической работе. В 1953—1997 гг. — ассистент, старший преподаватель Каунасского политехнического университета, заведующий отделом науки, образования и культуры ЦК ЛКСМ Литвы, заместитель заведующего, заведующий отделом ЦК КП Литвы, министр культуры Литовской ССР (в 1967–1976), секретарь ЦК КП Литвы по идеологии (1976-1989), председатель Верховного Совета Литовской ССР (с 1981), пресс-секретарь Министерства энергетики Литовской Республики (1995-1997).
Избирался депутатом Верховного Совета СССР 11-го созыва, Верховного Совета Литовской ССР 7-12 созывов. 11 марта 1990 года проголосовал за принятие акта о восстановлении независимости Литовского государства.
Заслуженный деятель искусств Литовской ССР (1974). Публиковал статьи и книги по истории и теории искусства.
Умер в Вильнюсе в 2017 году.